# 道守荘
道守荘（ちもりのしょう）は、越前国足羽郡（現在の福井県福井市）にあった東大寺領の代表的な初期荘園。
当時の越前国の荘園としては最大規模であったことが『足羽郡道守村開田地図』から分かっている。現在の福井運動公園を中心とする一帯の地域に比定されている。

## 歴史
749年（天平勝宝元年）4月の詔書により、有力寺社や越前国司などによって野地が占定されたが、道鏡政権のもとで行われた強制的な没収や交換・買収を通じて東大寺領化した。また、野占寺使として越前国に派遣されていた造東大寺使である生江東人が開墾していた荘園も東大寺に寄進されたことにより、一帯の一円化が達成された。また、道守荘は近隣の勅旨御田との間で用水をめぐる争いを起こしたが、中央政治の状況を反映してか、はじめの藤原仲麻呂政権下と思われる時期には、道守荘の水守を務めていた宇治知麻呂が処罰され、反対に次の道鏡政権下では勅旨御田の管理を担当していた足羽郡少領の阿須波束麻呂から詫び状が提出されている。
『足羽郡道守村開田地図』によると道守荘の面積は950年（天暦4年）時点で326町歩であり、同地域最大規模だったもの、翌951年（天暦5年）の『越前国足羽郡庁牒』によれば、道守荘に条里はあるものの、土地は荒れ果てているか原野の状態で、作人もいないと報告されており、前年の道守荘の記録はすでに形骸化したもので、実際には衰退してしまっていたことが判明している。越前国内の他の東大寺領荘園も10世紀の同時期には衰えており、原因としてはこれらの初期荘園が耕作を担う作人の確保に失敗したことが考えられる。